# 40 Harmonia
För andra betydelser, se Harmonia.
40 Harmonia eller 1950 XU är en asteroid upptäckt 31 mars 1856 av den tyske astronomen H. Goldschmidt i Paris. Asteroiden fick sitt namn efter den romerska gudinnan Harmonia för att markera slutet på Krimkriget.